# McGovarin-Hügel
McGovarin-Hügel är en kulle i Antarktis. Den ligger i Östantarktis. Nya Zeeland gör anspråk på området. Toppen på McGovarin-Hügel är 890 meter över havet, eller 149 meter över den omgivande terrängen. Bredden vid basen är 8,3 km.
Terrängen runt McGovarin-Hügel är varierad. Trakten är obefolkad. Det finns inga samhällen i närheten.